# Messier 79
Messier 79 (M79 o NGC1904) és un cúmul globular situat a la constel·lació de la Llebre. Va ser descobert per Pierre Méchain el 26 d'octubre de 1780, i Charles Messier el va incloure al seu catàleg el 17 de desembre del mateix any. Finalment William Herschel va resoldre-hi estrelles i el va descriure com a cúmul globular el 1784.
M79 es troba a uns 42.000 anys llum del sistema solar i a uns 60.000 del centre de la Via Làctia, cosa poc habitual, ja que la majoria dels cúmuls globulars coneguts es troben als voltants del centre galàctic. Sembla que M79 sigui una part d'una altra galàxia nana satèl·lit de la nostra la galàxia nana del Ca Major, descoberta el 2003 i que actualment s'està afectada per les forces de marea engendrades per la Via Làctia.
M79 s'allunya del sistema solar a una velocitat de 200 km/s. Té un diàmetre aparent de 8,7 minuts d'arc amb una extensió real de 100 anys llum. S'hi han descobert 7 estrelles variables